# Caroline Neubaur
Caroline Neubaur (* 1941 in Berlin) ist eine deutsche Autorin, Kritikerin, Übersetzerin und Religionswissenschaftlerin.

## Leben
Neubaur studierte Philosophie und Kunstwissenschaft in München und Wien, Allgemeine und Vergleichende Sprachwissenschaft bei Szondi, Religionswissenschaft bei Klaus Heinrich an der FU Berlin. Als Übersetzerin arbeitet sie teilweise mit Karin Kersten zusammen. Neubaur war als Dramaturgin in Basel tätig; 1992 promovierte sie im Fach Religionswissenschaft bei Klaus Heinrich an der FU Berlin. Für die FAZ besprach sie jahrelang Kongresse der psychoanalytischen Gesellschaften und veröffentlichte zahlreiche Texte zu kulturwissenschaftlichen und psychoanalytischen Themen in der FAZ, der SZ, dem Freibeuter, dem Merkur und der Psyche. Die Kongressberichte veröffentlichte sie im ersten Band Der Psychoanalyse auf der Spur, die Rezensionen in Der Psychoanalyse auf der Spur II und die Rundfunkbeiträge, Vorträge und Essays in Der Psychoanalyse auf der Spur III.
Neubaur ist eine Enkelin des NS-Widerstandskämpfers Ludwig Beck.

## Publikationen (Bücher)
- Übergänge : Spiel und Realität in der Psychoanalyse Donald W. Winnicotts. Athenäum, Frankfurt am Main 1987, ISBN 3-610-00743-5.
- Der Psychoanalyse auf der Spur. Teil 1, Vorwerk 8, Berlin 2008, ISBN 978-3-940384-07-2.
- Der Psychoanalyse auf der Spur II, Zeitreise mit Rezensionen. Vorwerk 8, Berlin 2012, ISBN 978-3-940384-42-3.
- Der Psychoanalyse auf der Spur III, Essays und Radiovorträge. Vorwerk 8, Berlin 2017, ISBN 978-3-940384-82-9.